# ОФК „Трявна“
ОФК „Трявна“ е футболен отбор от град Трявна.
Основан е през 1926 г. под името „Спортклуб“ (Трявна). През 1938 г. достига до четвъртфинал за Купата на страната (Царската купа), като на осминафинала побеждава СК Светослав (Стара Загора), но на четвъртфинала е отстранен от Левски (Бургас) като гост с 0:3. Същата година участва и в квалификациите за влизане в Националната футболна дивизия, но е отстранен на осминафинала от Скобелев (Плевен) с 1:4. 
През 1947 г. е преименуван на „Ангел Кънчев“. Участва в Републиканското първенство през 1947 г., но отпада на осминафинала от ТВП (Варна) с 0:2 във Варна. От 1950 до 1957 г. отборът се нарича „Динамо“. През 1958 г. отново е преименуван на „Ангел Кънчев“ и достига до осминафинал за купата на страната, но отпада от ЦДНА (София) като гост с 1:5. От 1970 до 1973 г. се казва ФК „Трявна“. След това за пореден път е преименуван на „Ангел Кънчев“ и през 80-те години на 20 век на „Иван Йонков“ и накрая пак е наречен ФК „Трявна“ през 1979 г. Запазва това име до 1998 г., когато е преименуван на „Валекс“ (Трявна). 
Участва в първенството на Северозападната В група. От лятото на 2008 г. „Валекс“ (Трявна) се обединява с „Трявна“ от ОФГ Габрово, след като собственикът му, притежаващ и фирма „Валекс“, предава отбора на община Трявна. Името на новия отбор е „Трявна“ (Трявна). ФК Трявна като негови основни спонсори са община Трявна и фирма „Комплексстрой“. 
Основния екип на отбора е изцяло в зелен цвят (фланелките са в отвесни райета от резеда и зелен), а резервният е червени фланелки и бели гащета. Играе домакинските си мачове на обновения градски стадион "Ангел Кънчев" в Трявна, с капацитет 3000 зрители и осветление от втора категория. От 2015 до 2021 г. отборът е регулярен участник в Северозападната Трета Лига. През сезон 2021/2022 г. клубът участва в "А" ОГ Габрово.

## Успехи
- Четвъртфиналист за купата на страната през 1938 г. (като „Спортклуб“)
- Четвъртфиналист за Купата на Съветската армия през 1983 г. (като „Трявна“)
- 14. място (осминафиналист) в Републиканското първенство през 1947 г. (като „Ангел Кънчев“)
- Осминафиналист за купата на страната през 1958 г. (като „Ангел Кънчев“)
- 12 участия в Северната Б група (1956 г. – 8 м., 1962/63 – 18, 1969/70 – 14, 1970/71 – 13, 1971/72 – 13, 1972/73 – 5, 1973/74 – 8, 1974/75 – 3, 1975/76 – 18, 1981/82 – 8, 1982/83 – 15 и 1983/84 г. – 10 м.)

## Известни футболисти
- Васил Даскалов (футболист от ФК Трявна)
- Борислав Кудрявцев (футболист от ФК Трявна)
- Георги Данаилов - Морския
- Иван Христов
- Петър Захариев (футболист от ФК Трявна)
- Милчо Митов (футболист от ФК Трявна)
- Минчо Минев (футболист от ФК Трявна)
- Петър Серафимов (футболист от ФК Трявна)
- Димитър Димитров - Джими
- Николай Василев
- Андон Гинев (футболист от ФК Трявна)
- Ивайло Самарджиев (футболист от ФК Трявна)
- Любомир Ангелов
- Владимир Даскалов (футболист от ФК Трявна)
- Иван Божилов
- Величко Цончев (футболист от ФК Трявна)
- Александър Маринов (футболист от ФК Трявна)
- Тодор Цонев - Бикаря
- Веселин Тахчиев (футболист от ФК Трявна)
- Красимир Иванов (футболист от ФК Трявна)
- Крум Гечев (футболист от ФК Трявна)
- Сашо Станоев (футболист от ФК Трявна)
- Иван Дурев (футболист от ФК Трявна)
- Стоян Петров
- Иван Ненчев (футболист от ФК Трявна)
- Иван Ангелов
- Михаил Минев (футболист от ФК Трявна)
- Цветан Ненов (футболист от ФК Трявна)
- Кадир Балалиев (футболист от ФК Трявна)
- Георги Йорданов
- Ивайло Донев (футболист)
- Диан Денев (футболист)